# Hamid Baroudi

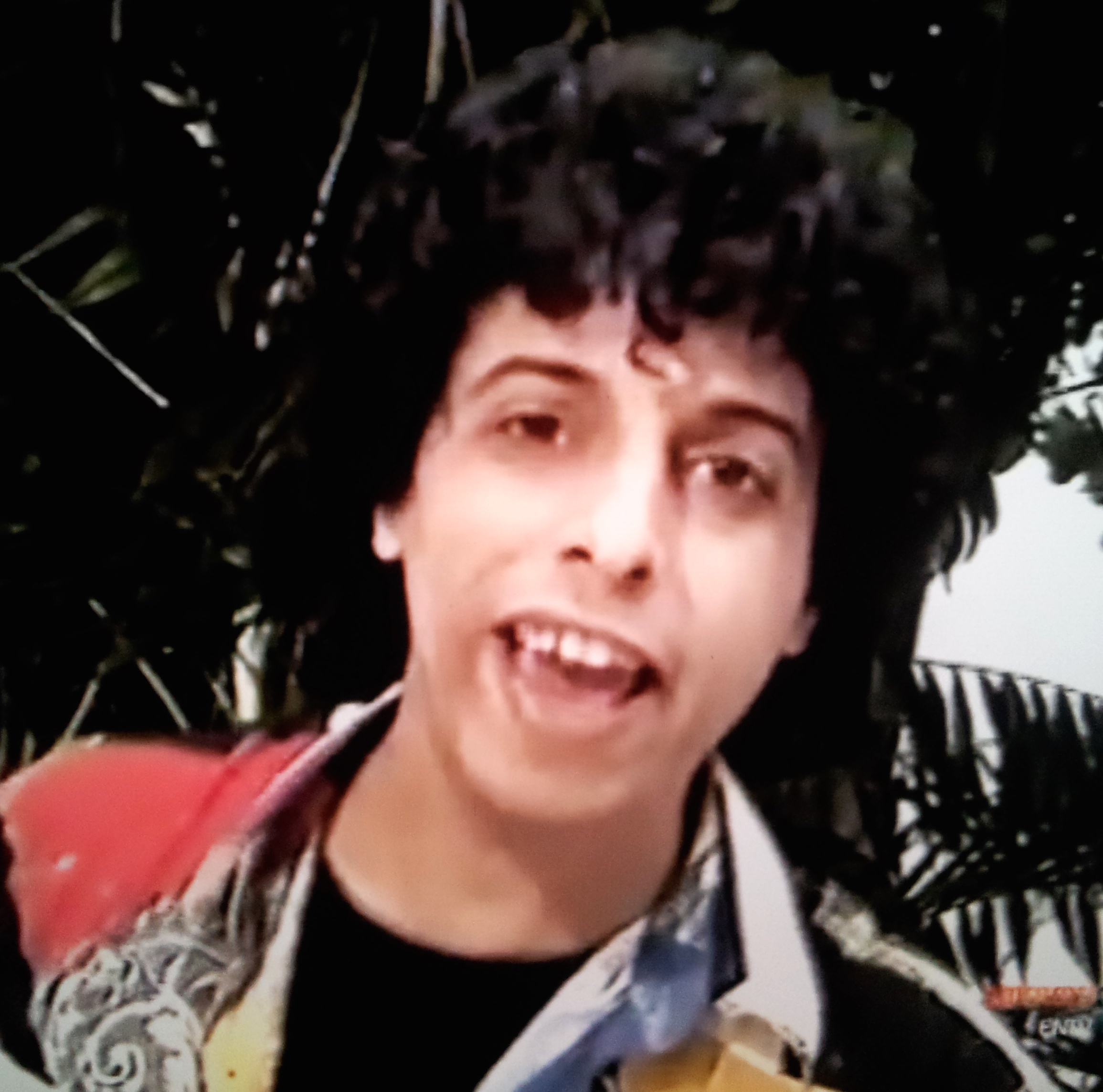
Hamid Baroudi (1985)

Hamid Baroudi (* 20. Februar 1960 in Tiaret) ist ein algerisch-deutscher Sänger, Gitarrist, Texter  und Weltmusiker. Der politisch engagierte Musiker ist in Algerien ein Pop- und Rockstar und ist einer der bedeutendsten Weltmusiker.

## Leben und Karriere
Hamid Baroudi wuchs in seiner Heimat Algerien auf. Schon 1976 gab er sein Bühnendebüt. Er siedelte 1981 nach Frankreich über. Von 1984 bis 1988 studierte er in Kassel Visuelle Kommunikation an der Kunsthochschule Kassel. Danach war er zunächst Straßenmusiker und spielte Songs von Bob Dylan und war schließlich sechs Jahre Frontsänger der Band Dissidenten. Er tourte mit Peter Gabriels WOMAD-Festivalorganisation durch England, Spanien und Japan. Sein Song Caravan to Bagdad stand 1991 auf der Indexliste. Trotzdem schaffte der Song es in 17 Ländern direkt auf Platz 1 aufzusteigen. Der Song ist bis heute einer der erfolgreichsten Musikstücke in der arabischen Musikwelt. 1994 erhielt er den Kulturförderpreis der Stadt Kassel. Der politisch engagierte Musiker trat in Bonn mit Herbert Grönemeyer und Wolf Maahn vor 200.000 Zuschauern beim Festival gegen den Golfkrieg 1994 auf. Baroudi arbeitete mit dem Jazz-Musiker Edgar Knecht und DJ Krush zusammen. Beim Forest Jump Festival in Aichwald  bei Esslingen spielte er ebenso wie auch auf dem Burg-Herzberg-Festival 1997. 2010 trat er auf der Expo 2010 in Shanghai auf. Während Frank-Walter Steinmeiers Maghreb-Reise 2015 umrahmte er musikalisch in der Deutschen Botschaft in Tunis das Programm.
Hamid Baroudi lebt abwechselnd in Kassel und Algerien.

## Musik
Seine Musik ist gekennzeichnet durch die Rhythmen des Maghreb und einen Sprachenmix. Baroudi schreibt Protestsongs gegen Unterdrückung und Terrorismus, mit den Mitteln eines weltoffenen Pop. Er verbindet Flamenco-Gitarren mit Keyboard und indischer Percussion. Der Sänger singt Songs auf Englisch, Französisch, Spanisch und der westafrikanischen Sprache Wolof. Bisher hat er sechs Alben veröffentlicht.

## Diskografie
- 1994: City No Mad
- 1995: Salama
- 1996: Mad C. T. Mix
- 1997: Five
- 2001: Sidi
- 2008: TamTam a Tam

## Auszeichnungen
- Kulturförderpreis der Stadt Kassel